# Chillanes
Chillanes ist eine Stadt und die einzige Parroquia urbana im Kanton Chillanes der ecuadorianischen Provinz Bolívar. Die Parroquia besitzt eine Fläche von 424 km². Beim Zensus 2010 betrug die Einwohnerzahl der Parroquia 13.274. Davon lebten 2681 Einwohner im urbanen Bereich von Chillanes.

## Lage
Die Parroquia Chillanes erstreckt sich über einen Gebirgskamm im Westen der Cordillera Occidental im Süden der Provinz Bolívar. Das Gebiet besitzt eine Längsausdehnung in Nord-Süd-Richtung von etwa 37 km. Es liegt in Höhen zwischen 320 m und 3127 m. Im Süden reicht das Areal bis an die Stadtgrenze von Cumandá. Der Río Chimbo fließt entlang der östlichen Verwaltungsgrenze nach Süden. Der Río Changuil, ein rechter Nebenfluss des Río San Pablo, fließt entlang der nördlichen Verwaltungsgrenze nach Südwesten und entwässert dabei den Westteil der Parroquia. Der Südwesten der Parroquia bildet das Quellgebiet des Río Los Amarillos. Der 2350 m hoch gelegene Ort Chillanes befindet sich 40 km südsüdwestlich der Provinzhauptstadt Guaranda.
Die Parroquia Chillanes grenzt im Osten an die Provinz Chimborazo mit den Parroquias Cañi und Juan de Velasco (beide im Kanton Colta), dem Kanton Pallatanga und der Parroquia Multitud (Kanton Alausí), im Süden an den Kanton Cumandá (ebenfalls in der Provinz Chimborazo), im Südwesten an die Provinz Guayas mit dem Kanton General Antonio Elizalde, im Westen an die Parroquia San José del Tambo sowie im Norden an die Parroquias Régulo de Mora, Bilován, San Pablo de Atenas und San Miguel (die letzten 4 im Kanton San Miguel de Bolívar).

## Geschichte
Chillanes wurde im Jahr 1866 eine Parroquia im Kanton Chimbo. Am 1. Juni 1967 wurde der Kanton Chillanes eingerichtet und Chillanes wurde eine Parroquia urbana und Sitz der Kantonsverwaltung.